# Mazowiecka Brygada Kawalerii

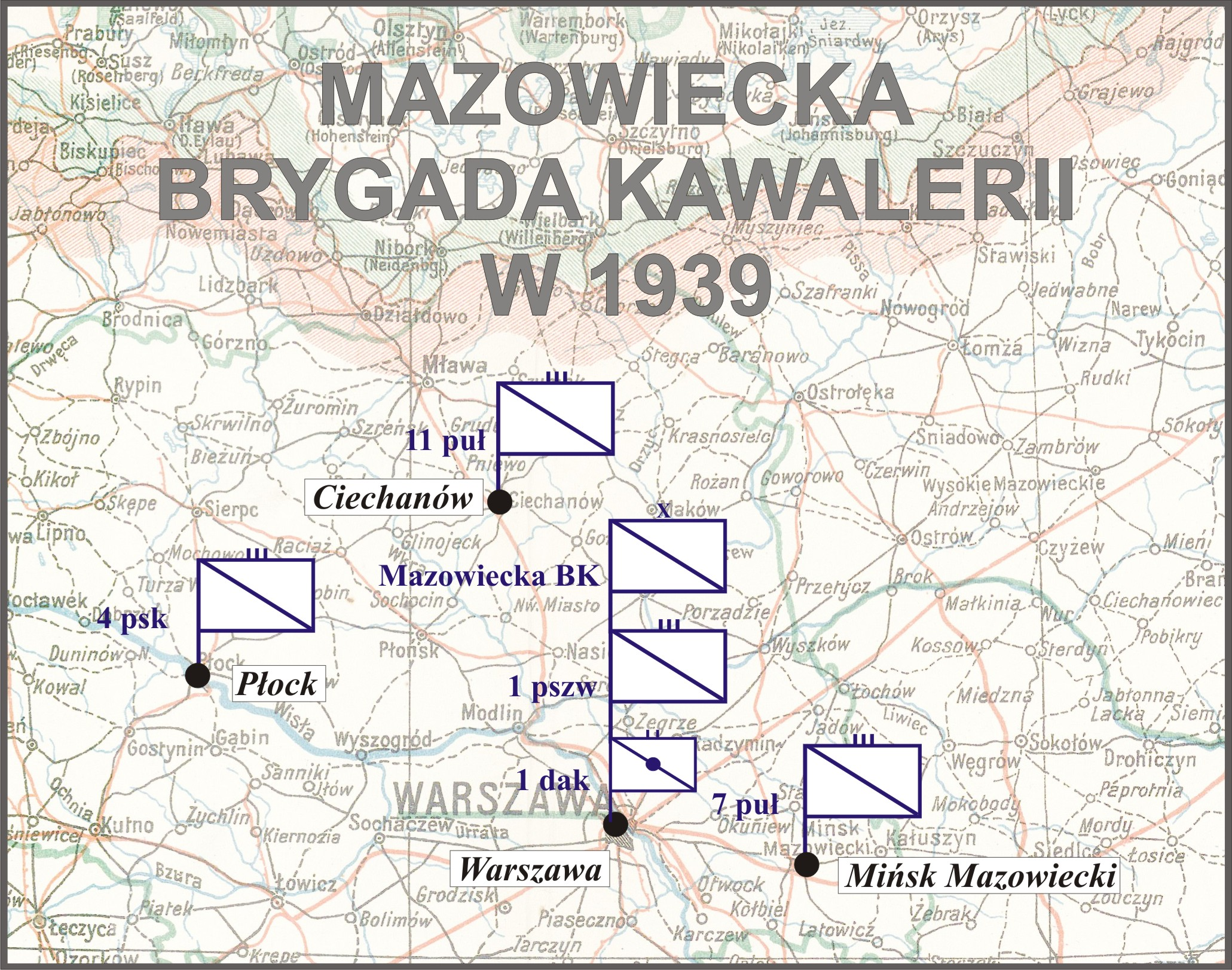
Mazowiecka BK w 1938

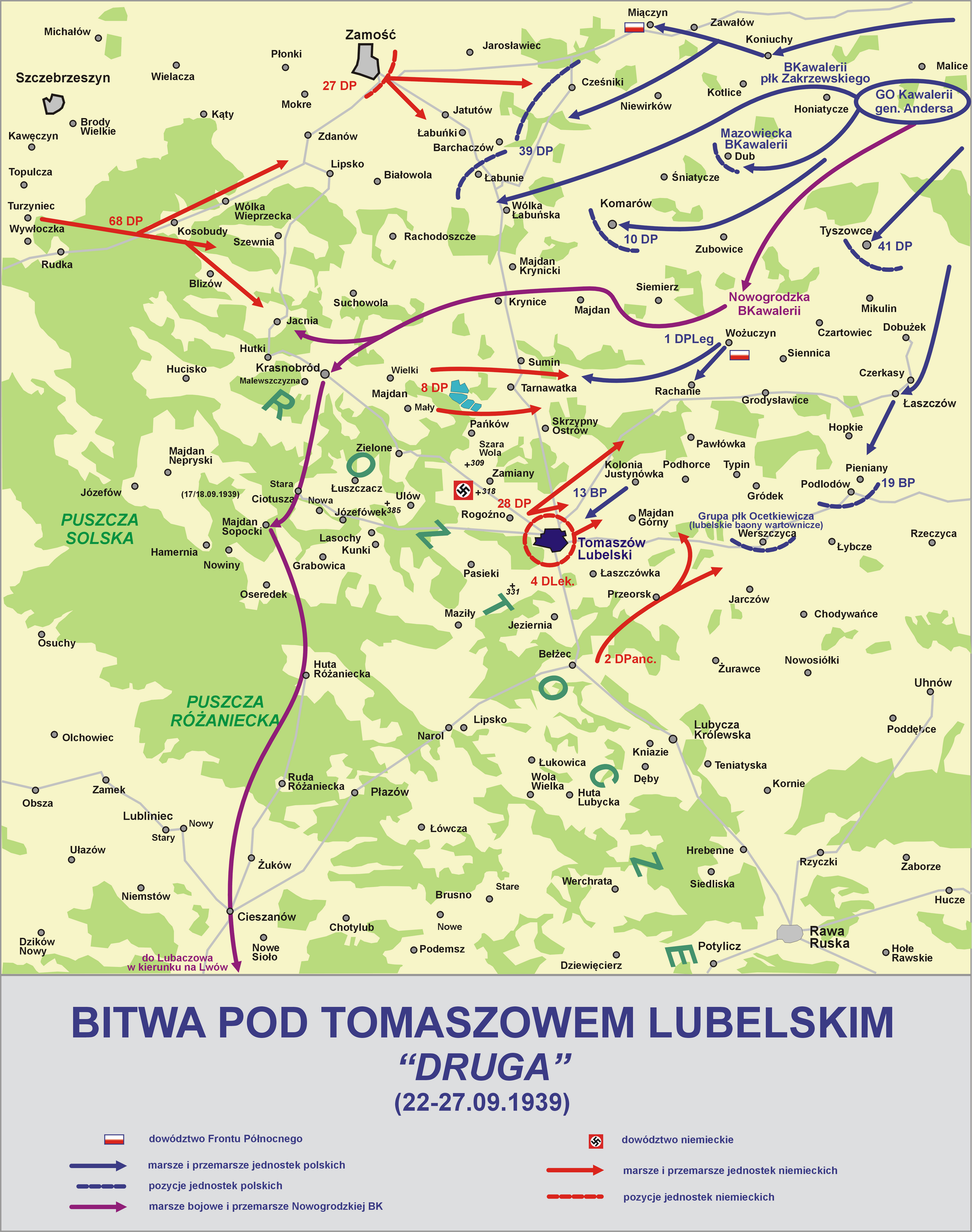

Mazowiecka Brygada Kawalerii (Mazowiecka BK) – wielka jednostka kawalerii Wojska Polskiego.
W czasie kampanii wrześniowej brygada walczyła w składzie Armii „Modlin”. W bitwie granicznej walczyła pod Krzynowłogą Małą, a następnie opóźniała po osi Przasnysz–Pułtusk. Potem broniła linii Narwi od Pułtuska do Serocka, a następnie linii Bugu. Walcząc w składzie Frontu Północnego, została rozbita pod Suchowolą.

## Historia brygady
Na podstawie rozkazu DDO MSWojsk. L.dz. 1428/org. tjn. z 4 marca 1937 roku przeprowadzona została reorganizacja 2 Dywizji Kawalerii, w ramach której:
- zlikwidowano Dowództwo XII Brygady Kawalerii w Ostrołęce,
- zlikwidowano Dowództwo XIII Brygady Kawalerii w Płocku,
- Dowództwo I Brygady Kawalerii w Warszawie przemianowano na Dowództwo 1 Samodzielnej Brygady Kawalerii,
- dowódcy 1 SBK podporządkowano 7 puł. z XII BK oraz 11 puł. i 4 psk z XII BK, natomiast 5 puł. z dotychczasowej XII BK został włączony w skład BK „Białystok”,
- 1 pszwol. i 1 psk, które dotąd wchodziły w skład I BK zostały podporządkowane bezpośrednio dowódcy 2 DK[2],
- 1 SBK została podporządkowana dowódcy 2 DK[3][4].

23 marca 1937 roku dowódca 2 DK wydał rozkaz pożegnalny do 5 puł i 12 dak, ubywających ze składu dywizji.
Na podstawie rozkazu DDO MSWojsk. L.dz. 1820/org. tjn. o nadaniu nazw wielkim jednostkom kawalerii, ogłoszonego 26 marca 1937 roku, 2 DK została przemianowana na Dywizję Kawalerii, a 1 SBK na Mazowiecką Brygadę Kawalerii.
Organizacja pokojowa brygady w latach 1937–1938
- Dowództwo Mazowieckiej Brygady Kawalerii w Warszawie
- 7 pułk ułanów lubelskich im. gen. Kazimierza Sosnkowskiego w Mińsku Mazowieckim
- 11 pułk ułanów legionowych im. Marszałka Edwarda Śmigłego-Rydza w Ciechanowie
- 4 pułk strzelców konnych Ziemi Łęczyckiej w Płocku
- 1 dywizjon artylerii konnej im. gen. Józefa Bema w Warszawie
- 2 szwadron pionierów w Warszawie
- szwadron łączności Mazowieckiej Brygady Kawalerii w Warszawie

Na podstawie rozkazu DDO MSWojsk. L.dz. 11420/tjn. Dowództwo Dywizji Kawalerii zostało z dniem 1 lutego 1939 roku rozwiązane, 1 psk został włączony w skład Mazowieckiej BK, natomiast 1 pszwol. nadal podlegał dowódcy brygady wyłącznie pod względem wyszkolenia.
Na podstawie rozkazu DDO MSWojsk. L.dz. 8849/tjn. z 27 lipca 1939 roku 1 psk z dniem 1 sierpnia został wcielony do Warszawskiej Brygady Pancerno-Motorowej. 12 sierpnia 1939 roku w Garwolinie odbyła się ceremonia pożegnania 1 psk z Mazowiecką BK. W tym samym miesiącu w skład brygady został włączony 1 pszwol.

## Działania brygady w 1939
Mazowiecka Brygada Kawalerii pod dowództwem płk. dypl. Jana Karcza wchodziła w skład Armii „Modlin”. 1 września broniła pozycji koło Mławy w kierunku na Przasnysz (prawe skrzydło reduty mławskiej), na który nacierała niemiecka 12 Dywizja Piechoty gen. por. Ludwiga von Leyena. Broniła odcinka rubieży w okolicach Chorzel i Krzynowłogi Małej, zabezpieczając skrzydło 20 Dywizji Piechoty płk. dypl. Wilhelma Liszki-Lawicza przed obejściem przez Niemców i atakiem od tyłu. Zagrożona okrążeniem w nocy wycofała się na drugą linię obrony od wsi Rudno Jeziorowe, Łoje, Łanięta aż niemal po Drążdżewo. Obronę odcinka zachodniego stanowiły 11 pułk ułanów i 3 batalion strzelców. Jego 1 kompania obsadziła bardzo istotne dla obrony wzgórze 190,5 na wysokości Moraw Wielkich. Niemcy nacierali od rana niemal na całej linii. Po południu zepchnęli kompanię strzelców ze wzgórza, co zagrażało polskiej linii obrony. Dowództwo nakazało jego odbicie. Skierowano tam kilka pododdziałów z 11 pułku ułanów i 3 batalionu strzelców oraz szwadron tankietek. Natarcie było zacięte. Polskie tankietki dostały się pod silny ostrzał niemieckiej artylerii, która rozbiła 5 wozów. Natarcie zostało przerwane przez dowódcę pułku. Nocą Brygada wycofała się na kolejną linię opóźniania – za Przasnysz. Jej odejście odsłoniło prawe skrzydło 20 Dywizji Piechoty w okolicy Rzęgnowa, gdzie wlały się niemieckie wojska. 3 września Brygadę zaatakowała niemiecka Dywizja Pancerna „Kempf” gen. mjr. Wernera Kempfa i 1 Brygada Kawalerii płk. Kurta Feldta. Po walkach pod Rostkowem i Dobrzankowem została odrzucona na południe od Przasnysza.
4 września wycofywała się w kierunku Pułtuska. Tego dnia została przydzielona do 5 Dywizji Piechoty gen. bryg. Juliusza Zulaufa miała bronić linii Narwi. 7 września otrzymała rozkaz wycofania się za Bug przez wyznaczone przeprawy. Z niewiadomych przyczyn Brygada skierowała się jednak na most w Wyszkowie. 8 września obsadziła linię od Wyszkowa do Serocka. Następnie wycofywała się na Kałuszyn i Mińsk Mazowiecki. 11 września pod Czernikiem prowadziła walkę z niemiecką 11 Dywizją Piechoty gen. por. Maxa Bocka, nacierającą na Mińsk Mazowiecki. Następnie Brygada miała osłaniać działania 1 DP Leg. gen. bryg. Wincentego Kowalskiego. W walkach tych została rozproszona. Jej resztki weszły w skład Frontu Północnego gen. dyw. Stefana Dąba-Biernackiego i razem z nim skapitulowały 26 września.

### Obsada personalna Dowództwa Mazowieckiej BK w marcu 1939
Obsada personalna Dowództwa Mazowieckiej BK w marcu 1939:
- dowódca brygady - płk dypl. kaw. Jan II Karcz
- zastępca dowódcy - płk kaw. Mikołaj Kazimierz Więckowski
- szef sztabu - mjr dypl. kaw. Marcin Freyman
- I oficer sztabu - rtm. dypl. Antoni Leon Landowski
- II oficer sztabu - rtm. Kazimierz Zdanowski
- dowódca łączności - mjr łącz. Jerzy Brodzikowski
- oficer intendentury – kpt. int. z wsw Leon Kowalewski

### Obsada personalna Kwatery Głównej Mazowieckiej BK we wrześniu 1939
| Obsada personalna Kwatery Głównej Mazowieckiej BK we wrześniu 1939 | Obsada personalna Kwatery Głównej Mazowieckiej BK we wrześniu 1939 | Obsada personalna Kwatery Głównej Mazowieckiej BK we wrześniu 1939 |
| Stanowisko                                                         | Stopień, imię i nazwisko                                           | Uwagi                                                              |
| ------------------------------------------------------------------ | ------------------------------------------------------------------ | ------------------------------------------------------------------ |
| dowódca brygady                                                    | płk dypl. kaw. Jan II Karcz                                        | †25 I 1943 KL Auschwitz                                            |
| I zastępca dowódcy                                                 | płk kaw. Mikołaj Kazimierz Więckowski                              |                                                                    |
| II zastępca dowódcy                                                | płk dypl. kontr. Emir Hassan Bahaeddin Chursz                      | 23/24 IX 1939 ranny w Suchowoli                                    |
| szef sztabu                                                        | mjr dypl. kaw. Marcin Freyman (1 pszwol.)                          | 10 IX 1939 ranny, †1940 Charków                                    |
| szef sztabu                                                        | mjr dypl. kontr. Veli bek Jedigar                                  | od 11 IX 1939, zwolniony z niemieckiej niewoli                     |
| oficer operacyjny                                                  | rtm. dypl. Jan Piotrowski                                          | ZWZ / AK                                                           |
| oficer informacyjny                                                | por. art. Bogusław Stanisław Góralik                               |                                                                    |
| dowódca łączności                                                  | mjr łącz. Jerzy Brodzikowski                                       | Armia Krajowa †1944 Warszawa                                       |
| kwatermistrz                                                       | rtm. dypl. Antoni Leon Landowski (1 psk)                           | niemiecka niewola                                                  |
| oficer służby intendentury                                         | kpt. int. z wsw Leon Kowalewski                                    |                                                                    |
| naczelny lekarz weterynarii                                        | mjr lek. wet. Bernard Korabiowski                                  | †17 IX 1939 Dobrostany                                             |
| komendant Kwatery Głównej                                          | rtm. rez. Bohdan Juszkiewicz (7 puł.)                              | †XI 1939 (ofiara egzekucji)                                        |
| dowódca szwadronu sztabowego                                       | ppor. kaw. rez. Władysław Antoni Marian Kornecki                   | niemiecka niewola                                                  |

### Organizacja wojenna Mazowieckiej BK we wrześniu 1939
- Kwatera Główna Mazowieckiej BK
- 1 pułk szwoleżerów
- 7 pułk ułanów
- 11 pułk ułanów
- 3 batalion strzelców
- 1 dywizjon artylerii konnej
- 11 dywizjon pancerny
- bateria artylerii przeciwlotniczej motorowa nr 81 typ „B” – ppor. Stefan Pawłowski (podporządkowana dowódcy 20 DP)
- szwadron kolarzy nr 9[g] – mjr kaw. Edward Marian Śniegocki
- szwadron pionierów nr 2
- szwadron łączności nr 1
- samodzielny pluton karabinów maszynowych nr 1 – NN
- pluton konny żandarmerii nr 1 – kpt. żand. Władysław Włodzimierz Sobczyk
- poczta polowa nr 81
- sąd polowy nr 41
- drużyna parkowa uzbrojenia nr 141
- park intendentury nr 141
- 81 pluton sanitarny konny
- kolumna taborowa kawalerii nr 141
- kolumna taborowa kawalerii nr 142
- kolumna taborowa kawalerii nr 143
- kolumna taborowa kawalerii nr 144
- kolumna taborowa kawalerii nr 145
- kolumna taborowa kawalerii nr 146
- warsztat taborowy nr 141

Poza strukturą organizacyjną brygady pozostawał Ośrodek Zapasowy Kawalerii „Garwolin”.